# San Pablo Yaganiza
San Pablo Yaganiza là một đô thị thuộc bang Oaxaca, México. Năm 2005, dân số của đô thị này là 1000 người.